# António de Vasconcelos Xavier
António de Vasconcelos Xavier ComSE (Porto, 31 de agosto de 1943 — Lisboa, 7 de maio de 2006) foi um cientista português, da área de Bioquímica. Considerado pioneiro em Química Bioinorgânica e um dos responsáveis pelo desenvolvimento desta como ciência autónoma a nível mundial, centrou a sua investigação nos campos da Bioquímica (Química Bioinorgânica, Biofísica e Biologia molecular), Química Proteica e Enzimologia, através da criação de grupos de investigação interdisciplinares.
Dedicou grande parte da sua carreira a tarefas administrativas: foi membro da Direcção da Sociedade Portuguesa de Biotecnologia e participou do processo de adesão de Portugal à European Molecular Biology Organization (Organização Europeia de Biologia Molecular) e ao European Molecular Biology Laboratory (Laboratório Europeu de Biologia Molecular), tarefas consideradas complexas devido ao clima político pós-revolucionário português das décadas de 70. Foi, também, um dos fundadores do Instituto de Tecnologia Química e Biológica, que hoje leva o seu nome.
Foi professor convidado em diversas universidades, participou em conferências internacionais como orador e teve um papel relevante na promoção, em Portugal e a nível internacional, da interdisciplinaridade na investigação e ensino da Química Bioinorgânica e da Bioquímica.

## Vida

### Formação académica
António Xavier iniciou a Licenciatura em Engenharia Química em 1962, na Faculdade de Ciências da Universidade do Porto mas transferiu-se para o Instituto Superior Técnico da Universidade Técnica de Lisboa em 1965, onde terminou o curso quatro anos mais tarde.
Em 1969, António Xavier tomou contacto com Robert D. Gillard num ciclo de conferências no Instituto Superior Técnico (IST). Este contacto despertou o seu interesse pelo papel dos iões metálicos em sistemas biológicos.
Passou algum tempo em Oeiras no Instituto Gulbenkian de Ciência, tendo então candidatado-se a uma bolsa de estudos da Fundação Gulbenkian de modo a prosseguir o doutoramento na Universidade de Oxford. António Xavier pôde partir para Oxford acompanhado pela sua esposa Maria Francisca Xavier e com a recomendação do Prof. João Fraústo da Silva mesmo antes de haver conhecimento sobre o resultado da avaliação, graças a um empréstimo bancário. Ingressou então no laboratório do professor Robert J.P. Williams, colaborando com o Prof. Evert Nieboer.
Escreveu a sua tese de doutoramento sobre métodos de ressonância magnética nuclear (RMN) para estudar a estrutura de moléculas flexíveis em solução usando lantanídeos como sondas paramagnéticas extrínsecas, obtendo assim o grau de doutor (Oxford D.Phil) em 1972. Este trabalho é considerado inovador na aplicação de RMN a espécies paramagnéticas e pioneiro na determinação de estruturas de proteínas em solução.

### Como investigador independente
Ingressou entretanto na Wolfson College da Universidade de Oxford, como Junior Research Fellow. No entanto, deixou este cargo e recusou convites de instituições como a Universidade de Princeton, nos Estados Unidos, voltando em 1973 para Portugal, para o Centro de Química Estrutural do Instituto Superior Técnico, em Lisboa. Foi professor auxiliar neste instituto em 73/74, fundando em simultâneo o grupo de Biofísica Molecular. Após quatro anos de trabalho, doze artigos científicos com o seu nome haviam sido publicados, um dos quais na revista Nature. Ingressou na então recém-fundada Universidade Nova de Lisboa (UNL) como Professor Associado na Faculdade de Ciências e Tecnologia.
Foi nomeado Director Científico do Grupo de Biofísica Molecular do Centro de Química Estrutural do Instituto Nacional de Investigação Científica (INIC), cargo que manteve até 1989.
Iniciou uma colaboração científica com Jean LeGall em 1974, colaboração essa que se prolongou até ao falecimento de LeGall em 2003. Jean LeGall era um microbiólogo que purificava proteínas coloridas a partir de bactérias redutoras de sulfato; estas proteínas devem a sua cor ao facto de conterem metais de transição e eram então caracterizadas por técnicas espectroscópicas como a espectrofotometria de UV-visível, RMN e espectroscopia de ressonância paramagnética electrónica (RPE).
Em 1975 adquiriu o primeiro espectrómetro de RMN, um JEOL de 90 MHz; embora de menor potência que o espectrómetro com que trabalhou em Oxford, de 270 MHz, Xavier ainda assim prosseguiu estudos estruturais em moléculas complexas como proteínas usando esse equipamento.
Foi nomeado em 1978 Adjunct Full Professor of Biochemistry' no Gray Freshwater Biological Institute da Universidade de Minnesota, nos EUA, cargo que manteve até 1984.
Como Professor Catedrático de Bioquímica na Universidade Nova de Lisboa, e tendo já o seu nome reconhecido a nível internacional na comunidade científica, organizou uma conferência em Tomar em 1979 sob o tema Metal Ions in Biology ("Iões Metálicos em Biologia"), considerada um marco na história da Química Bioinorgânica. Refere Robert R. Crichton, da Université Catholique de Louvain-la-Neuve, que terá sido o primeiro seminário a nível mundial dedicado à Química Bioinorgânica como ciência autónoma.[carece de fontes?] Participaram nomes reconhecidos na área da Química Bioinorgânica como Tomas G. Spiro, Eckard Münck, W.H. Orme-Johnson, o ex-orientador de doutoramento R. J. P. Williams e Robert R. Crichton.

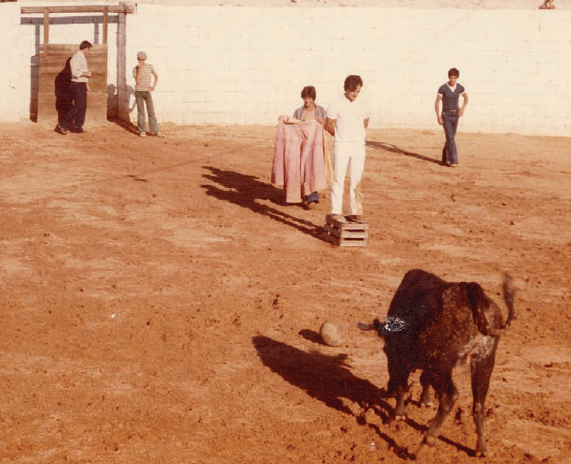
António Xavier na praça de touros de Tomar, pouco antes do acidente.

Do programa social da conferência constava uma tourada na praça de touros de Tomar. António Xavier, usando calças e camisa brancas (ver foto), subiu para um caixote colocado na arena para comprovar a teoria de que os touros são cegos à cor branca. Após uma investida do touro, Xavier sofreu fracturas graves numa perna, que obrigaram ao seu transporte para um hospital em Lisboa.

Em 1982, no Congresso da Federation of European Biochemical Societies (FEBS) em Atenas, conheceu António Coutinho, que conta que, entre milhares de congressistas, perdidos em sessões paralelas, o António Xavier dera-se ao trabalho de o procurar porque tinha identificado o nome de um português nas listas de participantes.

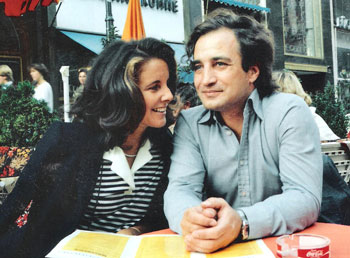
António Xavier e sua Mulher, viena de Austria Setembro de 1981.

Em 1985 foi nomeado Adjunct Full Professor of Biochemistry no Departamento de Bioquímica e Biologia Molecular da Universidade da Geórgia, em Athens, nos Estados Unidos, cargo que manteve até 2000.

### A fundação do ITQB
Em 1986 fundou, juntamente com o Prof. Carlos Portas, o Instituto de Tecnologia Química e Biológica da Universidade Nova de Lisboa (ITQB) como Presidente da Comissão Instaladora (cargo que manteve até 1998). Criou grupos de trabalho interdisciplinares juntando a Bioquímica, os métodos analíticos, a genética molecular e a microbiologia. Este instituto, juntamente com o Instituto Gulbenkian de Ciência, constituiu um dos primeiros quatro laboratórios associados do país, e no que brevemente se iria tornar no grupo mais conhecido e produtivo de Portugal.
Foi nomeado membro da Academia das Ciências de Lisboa em 1990.

### Últimos anos
Em 1999, António Xavier decidiu libertar-se de cargos administrativos, tendo inclusivamente recusado o cargo de director do ITQB após a conclusão da sua instalação, e dedicar-se mais ao trabalho científico.

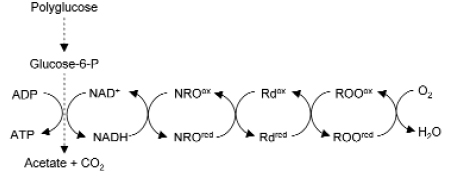
A via de utilização do dioxigénio pela bactéria Desulfovibrio gigas.

Em 26 de Novembro de 2000, o Diário de Notícias publicou um artigo dando conta de uma descoberta de cientistas portugueses publicada na revista Nature Structural Biology em que estes identificam a estrutura da enzima Citocromo c oxidase, que permite que as bactérias redutoras de sulfato na presença de oxigénio façam ATP, transformando Oxigénio em Água numa proporção de 1 para 2, através da reconstrução da cadeia deste metabolismo:
"São quatro páginas e meia que significam o culminar de uma década de trabalho e revelam a estrutura de uma enzima presente nas bactérias redutoras de sulfato (…) estas bactérias anaeróbias (não respiram oxigénio, como nós, mas sulfato) são vulgares e estão disseminadas por vários meios (…) Estas bactérias são, aliás, as maiores responsáveis pela corrosão biológica. Influenciam-nos muito mais do que poderíamos pensar, sintetiza o investigador António Xavier, um dos líderes da pesquisa".
Em 2001, António Xavier foi nomeado Visiting Professor (professor convidado) da Universitá La Sapienza, em Roma, na Itália e da Universidade de Princeton, nos EUA (2001-2002). De volta ao laboratório, fez uma visita sabática à Universidade de Princeton; teve a partir desta data, finalmente tempo para analisar resultados, imaginar experiências, arquitectar modelos e testar teorias.
Helena Santos, investigadora do ITQB e colaboradora de Xavier em diversos trabalhos, definiu-o como um homem low profile, declarando que quem com ele havia colaborado "(…) em especial nos seus últimos anos de vida, testemunhou o seu amor profundo pela ciência, a nobreza de carácter, a energia sem limites, a coragem espantosa com que enfrentava adversidades, a capacidade de antecipação, a entrega total ao trabalho e sobretudo a sua paixão pelo ITQB, chegando a afirmar que este era para ele mais importante do que a própria vida." e que teria sido essa "(…) paixão pelo trabalho o oxigénio que lhe deu energia para resistir tantos meses à doença que o vitimou. (…) Vinha ao ITQB todos os dias, aceitava com entusiasmo convites para dar aulas, a última a 14 de Dezembro de 2005, na Faculdade de Ciências e Tecnologia da Universidade Nova de Lisboa, com o título Thermodynamic and choreographic constraints of energy transducers." Definiu ainda Xavier como "(…) um homem culto, afável, sensível, delicado e atencioso para com todos e em especial para com os subordinados; um homem simples, de ideologia de esquerda mas sem aceitar as amarras de filiações partidárias. Nunca lidou bem com mediatismos, tímido diante de câmaras, mas tinha uma sabedoria inestimável (…)".
Até à data do seu falecimento, trabalhou num modelo de cooperatividade molecular da enzima Citocromo c oxidase e na sua contribuição para o processo de transdução de energia.

## Ressonância magnética nuclear
Apesar de utilizar várias técnicas espectroscópicas, a espectroscopia de ressonância magnética nuclear era a sua metodologia de eleição. A técnica, dispendiosa e altamente dependente de avanços constantes da tecnologia, exige a angariação de fundos consideráveis para permitir competir a nível internacional.
O espectrómetro de 90 MHz depressa se tornou inadequado e obsoleto; em 1979, António adquiriu um 300 MHz, instalado no Centro de Química Estrutural do IST, e em 1989 conseguiu apetrechar o ITQB com um segundo 300 MHz e um 500 MHz.
Na planta do novo edifício do ITQB planeou a sala destinada a receber um dia um espectrómetro de NMR de campo alto: uma sala espaçosa, desligada do edifício principal para evitar vibrações e com uma cúpula transparente em forma de pirâmide, esta só viria a ser inaugurada em 2007.
O processo de aquisição do espectrómetro de 800 MHz para a Rede Nacional de Ressonância Magnética Nuclear, em que o António Xavier se empenhou activamente, demorou demasiado tempo (a atribuição foi feita na altura do seu falecimento), não lhe permitindo ver finalmente a sua "pirâmide" dignamente mobilada.
A contribuição de Xavier para o desenvolvimento da metodologia de RMN em Portugal foi reconhecida com a instituição do Prémio António Xavier por uma das maiores empresas construtoras de espectrómetros.

## Legado
- "CERMAX" A 14 de Junho de 2007 iniciou actividades a Rede Nacional de Ressonância Magnética Nuclear[11][12] tendo um dos seus centros tomado o nome de CERMAX - Centro de Ressonância Magnética António Xavier.[13]
- "AVX Seminars Series" A série de seminários "António V. Xavier Seminars" ou “AVX Seminars”[14] foram lançados em Setembro de 2008 em memória do cientista e fundador do ITQB estes eventos de caracter público serão realizados uma vez por mês às quintas-feiras.[15]
- "ITQB-António Xavier" a 15 Março de 2013 Como tributo ao seu fundador o Instituto de Tecnologia Química e Biológica mudou de nome, passando a chamar-se Instituto de Tecnologia Química e Biológica António Xavier.[16]

## Distinções
Em vida
- Medalha Gulbenkian Fellowship, em 1970-1973.
- Condecoração Francesa Chevalier de l’Ordre des Palmes Academiques, em 1980.
- Prémio Ferreira da Silva,[17] da Sociedade Portuguesa de Química em 1985.
- Condecoração Francesa Officier de l’ Ordre des Palmes Academiques, em 1988.
- Distinguido com a Medalha de Mérito de Ouro pela Câmara Municipal de Oeiras, em 1992.
- Recebeu a distinção N. van Uden Speaker pela Universidade de Coimbra, em 1993.
- Comendador da Antiga, Nobilíssima e Esclarecida Ordem Militar de Sant'Iago da Espada, do Mérito Científico, Literário e Artístico de Portugal, a 9 de Junho de 1997,[18] atribuída pelo então Presidente da República Jorge Sampaio.
- Prémio de Estímulo à Excelência pela Fundação para a Ciência e a Tecnologia, do Ministério da Ciência, Tecnologia e Ensino Superior (Portugal), em 2004.
- Galardoado com mais alta distinção da FEBS, o Diplôme d’Honneur, em 2005.

A título póstumo
- A medalha EUROBIC (European Biological Chemistry), atribuída pelo seu professor Prof. Robert J.P. Williams - distinção internacional no campo da química bioinorgânica
- A Medalha de Honra da Sociedade Espanhola de Bioquímica e Biologia Molecular.
- Reconhecido com a instituição do Prémio António Xavier pelo Grupo Bruker, uma das maiores empresas construtoras de espectrómetros.

## Obra
António Xavier publicou cerca de 250 trabalhos científicos, maioritariamente na área das metaloproteínas e mecanismos de transdução de energia em microorganismos. Seguem-se algumas publicações relevantes:
- Xavier, A.V., Biochimica et Biophysica Acta (BBA)/Bioenergetics, 1658 (1), p. 23-30, Jul 2004 Thermodynamic and choreographic constraints for energy transduction by cytochrome c oxidase
- Macedo, S., et al., (2003) The nature of the di-iron site in the bacterioferritin from Desulfovibrio desulfuricans., Nat Struct Biol., 10(4):285-90
- Matias, P.M., et al., (2002) Sulfate respiration in Desulfovibrio vulgaris Hildenborough. Structure of the 16-heme cytochrome c HmcA AT 2.5-A resolution and a view of its role in transmembrane electron transfer., J Biol Chem., 277(49):47907-16
- Frazão, C., et al., (2000) Structure of a dioxygen reduction enzyme from Desulfovibrio gigas., Nat Struct Biol., 7(11):1041-5.
- Louro, R. O., et al. (1998) Functional and mechanistic studies of cytochrome c3 from Desulfovibrio gigas: thermodynamics of a "proton thruster"., Biochemistry, 37(45):15808-15.
- Coutinho, I.B., e Xavier, A.V., (1994) Tetraheme cytochromes., Methods Enzymol., 243:119-40.
- Xavier, A.V., et al., (1978) Identification of the haem ligands of cytochrome b562 by X-ray and NMR methods., Nature, 21;275(5677):245-7.
- Barry, C. D., et al., (1971) Quantitative determination of mononucleotide conformations in solution using lanthanide ion shift and broadenine NMR probes., Nature, 232(5308):236-45.